# Augustus O. Bacon
Augustus O. Bacon (Bryan megye, 1839. október 20. – Washington, 1914. február 14.) az Amerikai Egyesült Államok szenátora (Georgia, 1895–1914).